# Мора-де-Руб'єлос
Мора-де-Руб'єлос (ісп. Mora de Rubielos) — муніципалітет в Іспанії, у складі автономної спільноти Арагон, у провінції Теруель. Населення — 1706 осіб (2010).
Муніципалітет розташований на відстані близько 250 км на схід від Мадрида, 31 км на схід від міста Теруель.

## Демографія
Динаміка населення (INE ):